# کاروانسرای غرب اوز (سیفا)
کاروانسرای غرب اوز (سیفا) بازمانده از دوره صفوی است و در جاده اصلی لار، اوز واقع شده و این اثر در تاریخ ۱۹ مرداد ۱۳۸۴ با شمارهٔ ثبت ۱۲۷۲۰ به‌عنوان یکی از آثار ملی ایران به ثبت رسیده است.